# Anna Sethe

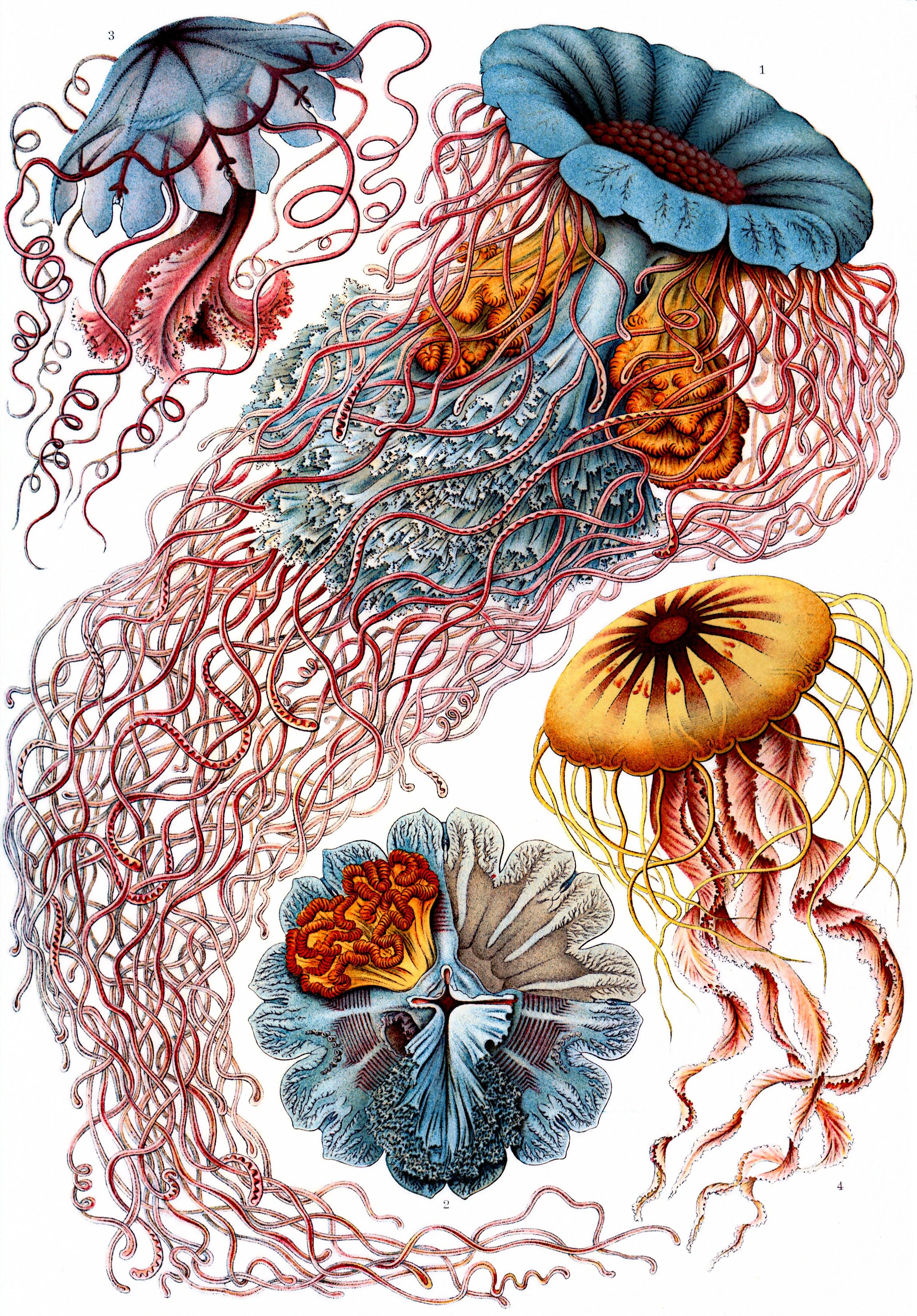
„Desmonema annasethe“. Die Tentakel hatten Haeckel an die Haare seiner Frau erinnert.

Anna Sethe (* 14. September 1835 in Potsdam; † 16. Februar 1864 in Jena) war die Cousine und erste Frau des Zoologen Ernst Haeckel. Bekannt wurde sie durch die Veröffentlichung ihres Briefwechsels mit Haeckel.

## Leben
Anna Sethe war die Tochter des Jugendfreundes von Heinrich Heine und Provinzialsteuerrats in Stettin Christian Sethe (1798–1857) und der Wilhelmine Bölling. Am 3. Mai 1858 verlobte sie sich mit Ernst Haeckel. Haeckel war aber noch von der finanziellen Unterstützung durch seinen Vater abhängig, denn er hatte gerade erst sein Medizinstudium beendet, war aber mit seiner Tätigkeit als Arzt sehr unzufrieden. Aus seinen Briefen an Anna Sethe geht hervor, welchen großen Anteil sie bei der Suche nach einem wissenschaftlichen Lebensinhalt hatte. Erst als Haeckel im Juni 1862 zum außerordentlichen Professor an der Universität Jena berufen worden war, konnte das Paar heiraten. Die Hochzeit fand in Berlin statt.
An seinem 30. Geburtstag wurde Haeckel für seine Radiolarienwerke ausgezeichnet. An diesem Tag starb Anna Sethe nach kurzer Krankheit. Haeckel war so niedergeschlagen, dass er nicht an der Beisetzung teilnehmen konnte. Ausweg und Halt suchte Haeckel nun in der wissenschaftlichen Arbeit. 1867 heiratete Haeckel ein zweites Mal.

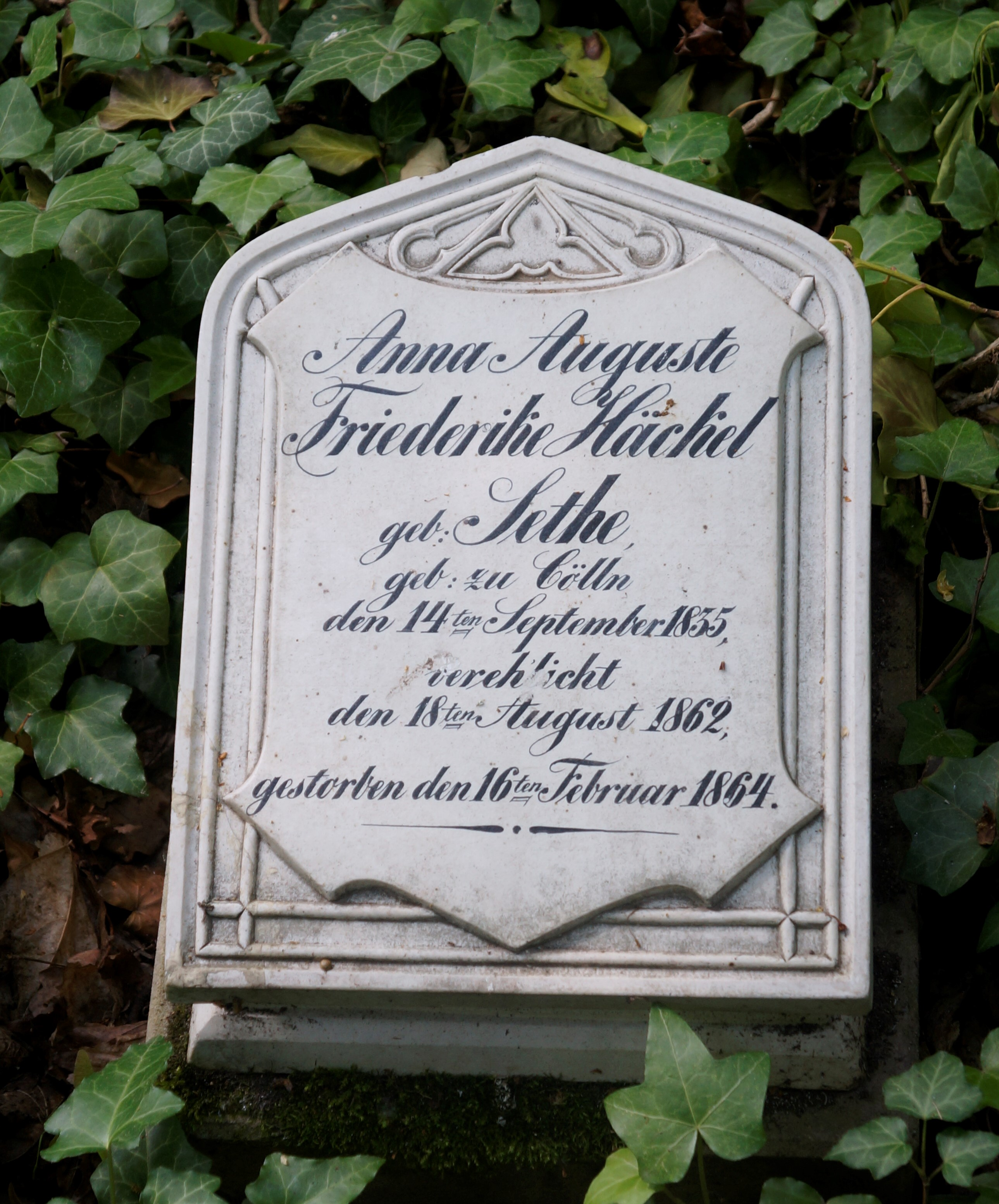
Grabstein Anna Auguste Friederike Häckel, geb. Sethe auf dem Johannisfriedhof in Jena

## Desmonema Annasethe
Die Fahnenqualle aus der Familie der Cyaneiden (Cyaneidae) Desmonema Annasethe benannte Ernst Haeckel nach seiner Frau Anna Sethe.

## Widmung
„Populäre Vorträge aus dem Gesamtgebiete der Entwicklungslehre
Widmung:
Dem Andenken seiner treuen Frau Anna Sethe widmet diese Blätter in treuer Dankbarkeit Ernst Haeckel.

Aus dem Vorwort:

Wenn ich dieses erste Heft meiner gesammelten populären Vorträge dem Andenken meiner teuren ersten Frau widme, die mir nach kurzer glücklichster Ehe plötzlich durch einen jähen Tod entrissen wurde, so will ich damit aus treuer Dankbarkeit den hervorragenden Anteil bezeichnen, den diese selten begabte Frau wie an meinen Arbeiten überhaupt, so insbesondere an der Entstehung dieser Vorträge gehabt hat. (...) Wenn es mir gelungen sein sollte (...) dem Erkenntnisgut der Menschheit einen bleibenden Gewinn zuzufügen, so verdanke ich dies wesentlich mit dem Einflusse der unvergeßlichen Frau, deren Andenken diese Blätter gewidmet sind.
Jena, den 10. Oktober 1878. Ernst Haeckel.“